# Llamas de la Ribera
Llamas de la Ribera és un municipi de la província de Lleó, a la comunitat autònoma de Castella i Lleó.

## Demografia
| 1991  |  | 1996  |  | 2001  |  | 2004  |
| ----- |  | ----- |  | ----- |  | ----- |
| 1.399 |  | 1.297 |  | 1.167 |  | 1.111 |